# Nemcia leakeana
Nemcia leakeana là một loài thực vật có hoa trong họ Đậu. Loài này được (J.Drumm.) Crisp mô tả khoa học đầu tiên.